# Eduard Lent
Eduard Lent (* 16. November 1831 in Wesel; † 25. April 1911 in Köln) war ein deutscher Mediziner, Geheimer Sanitätsrat und Autor.  Er galt als Vorkämpfer einer sozialhygienischen Bewegung.

## Leben
Lent studierte in Heidelberg, Würzburg und Berlin Medizin und wurde 1855 promoviert. Seit 1857 war er als Arzt in Köln tätig. Seit der Gründung des Gesundheitsamtes war er außerordentliches Mitglied des städtischen Amtes. Er war Vorsitzender der Rheinischen Ärztekammer. In den Jahren 1874 bis 1911 war er Mitglied des Kölner Stadtrats und Fraktionsvorsitzender der Nationalliberalen Partei.

## Werke als Autor (Auswahl)
- Ueber die Entwicklung der Zahnsubstanzen, 1854.
- Veränderung der Nerven nach Durchschneidung und ihre Wiedervereinigung, 1855.
- Bericht über die 2. Cholera-Epidemie in Köln 1867, 1868.
- Correspondenzblatt des Niederrheinischen Vereins für öffentliche Gesundheitspflege, 10 Bände, 1871–1881
- Centralblatt für allgemeine Gesundheitspflege sowie Ergänzungshefte, 1882.

## Posthume Ehrungen
Nach Eduard Lent wurde die Lentstraße im Kölner Stadtteil Neustadt-Nord benannt. Im Oktober 2011 erhielt auch das neue kombinierte Eis- und Schwimmstadion Lentpark seinen Namen.